# Osmar Ibáñez
Osmar Ibáñez (født 5. juni 1988) er en spansk fodboldspiller, som spiller for den japanske fodboldklub Cerezo Osaka.